# بزرگراه شهید زین‌الدین
بزرگراه زین‌الدین با شماره گذاری بزرگراهی بزرگراه ۱۴ تهران یکی از بزرگراه‌های شرقی-غربی شهر تهران است. هم‌اکنون سه بزرگراه زین‌الدین، همت و خرازی از شرقی‌ترین محور تهران در جاجرود به آخرین نقطه شهر در غرب تهران وردآورد متصل شده‌است.
طول بزرگراه ۲۱ کیلومتر است و طول کلی با احتساب شهید همت و شهید خرازی ۵۴ کیلومتر است. سرعت مجاز در این بزرگراه ۹۰ کیلومتر در ساعت پیش‌بینی شده‌ است. تکمیل این بزرگراه از اواخر سال ۱۳۷۳ با شروع ساخت پل‌های خیابان شریعتی و پاسداران در امتداد شرقی بزرگراه همت آغاز گردید و در نهایت سال ۱۳۸۴ به بزرگراه امام علی رسید. عملیات اجرایی و ابلاغ طرح حدفاصل بزرگراه امام علی تا سه راه آزمایش (حکیمیه، جاده دماوند و تلو) در نیمه دوم سال ۱۳۸۲ انجام گردید که همزمان با آن کلنگ احداث پل قنات کوثر بر زمین زده شد. پیمانکار این طرح بجز تقاطع غیر همسطح پل استخر که توسط مجتمع عمرانی ایرانشهر صورت پذیرفت در مابقی مقاطع حد فاصل بزرگراه امام علی تا سه راه آزمایش توسط مؤسسه رجایی وابسته به قرارگاه سازندگی خاتم‌الانبیاء انجام شده‌است.

## تقاطع‌ها
| از شرق به غرب        | از شرق به غرب                         | از شرق به غرب |
| -------------------- | ------------------------------------- | ------------- |
| سه راه آزمایش        | بزرگراه یاسینی جاده تلو خیابان دماوند |               |
|                      | بلوار احسان                           |               |
|                      | میدان استخر بلوار استخر بلوار پروین   |               |
| فلکه چهارم تهرانپارس | بلوار خوشوقت خیابان توحید             |               |
| پل قنات کوثر         | بزرگراه باقری                         |               |
|                      | خیابان هنگام                          |               |
|                      | بلوار استقلال پارک جنگلی لویزان       |               |
| پل استان ایلام       | بزرگراه امام علی                      |               |
|                      | بزرگراه صیاد شیرازی                   |               |
| سه راه ضرابخانه      | خیابان شریعتی خیابان پاسداران         |               |
|                      | بزرگراه همت                           |               |
| از غرب به شرق        |                                       |               |

## تاريخچه ساخت و بهره برداری
- از خیابان شریعتی تا بزرگراه صیاد ؛  در اواخر مرداد سال ۱۳۷۷ با بهره‌برداری از بزرگراه زین الدین حدفاصل خیابان شریعتی تا بزرگراه صیاد در شمال شرق تهران رفت‌وآمد خودروها در بزرگراه رسالت، خیابان‌های شریعتی و پاسداران روان تر شد. این قسمت از بزرگراه با توجه به تراکم سازه‌های شهری در منطقه، یکی از مهم‌ترین و اصلی‌ترین شریان‌های ارتباطی تهران هست که در شبکه بزرگراهی شهر تهران نقش ستون فقرات را بر عهده دارد . از دیگر تأثیرات ترافیکی، کاسته شدن حجم عبور خودروها از بزرگراه همت و خیابان بنی هاشم است که پیش از این به ویژه در ساعت اوج آمد و شد ترافیک فشرده، مردم را آزار می‌داد. برای ساخت این بزرگراه موانع و معارض مرتبط با شرکت‌های گاز و برق از میان برداشته شده و علاوه بر این پل روگذر سواره در مکان تلاقی مسیر آزاد راه با خیابان شهید عراقی ساخته شده‌است.[پیوند مرده]
- از بزرگراه صیاد تا امام علی ؛  در تاریخ چهارشنبه ۸ تیر ۱۳۸۴ یک ونیم کیلومتر از بزرگراه زین الدین حد فاصل دو بزرگراه صیاد و امام علی و با صرف هزینه‌ای حدود ۵۰ میلیارد تومان، مورد افتتاح و بهره‌برداری قرار گرفت تا شاهد تأثیرات ترافیکی چشمگیری در بزرگراه‌های رسالت، بابایی، صدر و مدرس حد فاصل رسالت تا بابایی باشیم. ادامه بزرگراه زین الدین از همین نقطه تا قنات كوثر و پل هنگام به طول ۲ کیلومتر با برآوردی معادل ۹۰ میلیارد تومان نیز در دست اقدام است که عمده هزینه اعلام شده مربوط به خرید املاک معارض بر سر راه این طرح است که عمدتاً از میان بافت‌های فرسوده و ریزدانه موجود در سطح منطقه عبور می‌کند. در میان شریان‌های بزرگراهی سطح شهر تهران بزرگراه ۷۶ کیلومتری عباس‌آباد متشکل از بزرگراه‌های همت، زین الدین و خرازی از اهمیت ویژه‌ای برخوردار است. این بزرگراه با ۴۴ کیلومتر طول از مناطق ۴، ۳، ۲، ۵، ۲۲ می‌گذرد. این بزرگراه در طول خود کلیه شریان‌های شمالی- جنوبی تهران را قطع می‌کند. از آنجا که بخش اعظم بزرگراه زین الدین حد فاصل تقاطع آزادگان و همت تا سه راه آزمایش در رینگ بزرگ شهر تهران قرار دارد ، ورودی‌های شهر تهران به مقصد مرکز شهر بدون مواجهه با چراغ قرمز به راحتی از طریق گذرگاه کمربندی میسر شده است.[پیوند مرده]
- از سراج تا قنات کوثر و فلکه چهارم تهرانپارس ؛  در تاریخ سه شنبه ۱۲ دی ۱۳۸۵ به منظور تسهیل ترافیک و گسترش شبکه بزرگراهی پایتخت، بزرگراه شهید زین الدین، حدفاصل خیابان سراج تا قنات کوثر و فلکه چهارم تهرانپارس به بهره‌برداری رسید.

در اين مقطع زماني هنوز بخش‌های مختلفی از این بزرگراه فعالیت عمرانی اش را آغاز نکرده‌است و به دلیل معارضان ملکی، امکان فعالیت در آن وجود ندارد. برپایه این گزارش مقدار بودجه هزینه شده برای افتتاح ۱۵۵۰ متر این بزرگراه که امروز به بهره‌برداری خواهد رسید، رقمی در حدود ۶/۵ میلیارد تومان اعلام شده‌است.
بزرگراه زین الدین برای اتصال به قسمت شرقی تهران، پس از گذشت از خیابان هنگام با احداث پل روی آن به خیابان سراج خواهد رسید؛ که هنوز (آذر ۱۳۸۵) در این قسمت از بزرگراه به دلیل معارضان ملکی خصوصی، عملیات عمرانی آغاز نشده‌است. ضلع شرقی این بزرگراه از خیابان سراج آغاز شده و پس از عبور از بزرگراه باقری و قنات کوثر به فلکه چهارم تهرانپارس می‌رسد. عمده عملیات عمرانی این بزرگراه احداث پل روگذر بر بزرگراه باقری به طول ۸۳ متر است، این پل دارای عرض دهنه ۴۰ متر بوده و دارای دو دهانه ۲۴ متر و دو دهانه ۱۷ متر است. 
- پل خیابان سراج ؛  در تاریخ هفتم مرداد ۱۳۸۷ مراسم افتتاح تقاطع غیرهمسطح زین‌الدین - سراج برگزار گردید. طرح تقاطع غیرهمسطح بزرگراه زین‌الدین – سراج از ارزان‌ترین طرح‌هایی است که با همکاری سازمان مهندسی و عمران و با صرف هزینه‌ای کمتر از۲ میلیارد تومان انجام شده‌است. برای احداث این طرح که به موقع انجام شد، تأسیسات زیر بنایی حفظ شده و با رفع کمترین معارض به پایان رسید. پل سراج تأثیر زیادی در روان‌سازی ترافیک شمال به جنوب خیابان سراج و تردد آسان مردم را به‌دنبال داشته است. از ویژگی‌های پل سراج اشاره به مطالعات زیست‌محیطی و فرهنگی در احداث پل سراج می‌باشد و با نگاه محله محوری و قطع نکردن محلات و مناطق مسکونی و حفظ ارتباطات آن‌ها، این پل احداث گردیده است. بیشتر تقاطع‌هایی که در محورهای بزرگراهی احداث می‌شوند، شرقی – غربی است و اکثر محورهای شمالی – جنوبی به‌صورت زیر گذر و رو گذر احداث می‌شود.
- حد فاصل بزرگراه امام علی تا پل استخر ؛  در تاریخ ۳۰ مهر ماه ۱۳۹۰ این بزرگراه که عملیات اجرایی آن حدفاصل بزرگراه امام علی تا پل استخر در سال ۱۳۸۲ آغاز شده بود بعد از ۸ سال فراز و نشیب به همراه پل‌های هنگام، سراج، قنات کوثر و پل بزرگ استخر که در تقاطع بلوار پروین و خیابان استخر احداث شده به طول تقریبی ۷ کیلومتر به بهره‌برداری رسید. یکی از مشکلات بر سرراه تکمیل بزرگراه زین‌الدین در ۸ سال گذشته (۱۳۸۲ تا ۱۳۹۰) وجود معارضان متعدد ملکی، تأسیساتی، نظامی، فضای سبز و... بوده‌است چنانچه ۴۰۰ هزار متر مربع تملک معارضان صورت گرفت که این کار علاوه بر آن که هزینه‌های گزافی را به دنبال داشت، سختی‌های بسیاری نیز ایجاد کرد. از مشکلات عمده در این مسیر عبور از ضلع جنوبی جنگل لویزان بود که در بهمن ماه ۱۳۸۴ بعلت درگیری مابین شهرداری تهران و منابع طبیعی عملیات اجرای آن با احکام قضایی متوقف و عملیات اجرایی آن ۱۸ ماه متوقف و عملیات اجرایی مجدد در شهریور ۱۳۸۶ آغاز گردید. [پیوند مرده] از مشکلات خاصی که در این مسیر بالاخص پس از افتتاح این مسیر نمایان گشت دسترسی غیر ایمن و غیر فنی از خیابان توحید به بزرگراه زین الدین در جنب پارک پلیس بود که بعلت بی‌توجهی و عدم آینده نگری شهروندان ساکن در این حوالی و عدم پیگیری توسط مسئولین ذیربط در شهرداری منطقه ۴ در زمان احداث بزرگراه به آن توجهی نشد و بعلت حوادث و تصادفات در فروردین ۱۳۹۱ توسط راهنمایی و رانندگی مسدود گردید که بعلت تجمع و اعتراض ساکنان این امر در همان روز متوقف شد و تا در نهایت با طرح‌های ارائه شده توسط یکی از شهروندان به معاونت حمل و نقل و ترافیک (مرکز) و معاونت فنی و عمرانی شهرداری تهران با اصلاح هندسی این محل طی دو مرحله ابتدا در پاییز سال ۱۳۹۲ راستگرد خیابان توحید به راستگرد (رمپ) شرق زین الدین به شمال باقری متصل و در نهایت در ۲۶ فروردین ۱۳۹۳ از راستگرد (رمپ) یاد شده دسترسی از مابین فضای سبز لوپ ضلع شمال شرقی پل قنات کوثر به غرب بزرگراه زین الدین ایجاد می‌گردد. مجموعه طرح اجرا شده در نوع خود کم‌نظیر بوده و با پیگیری شهروند مسئول و پشتوانه مهندسی و عمرانی مناسب، این مهم تحقق پذیرفته است.
- قطعه نهایی از پل استخر تا سه راه آزمایش ؛  در تاریخ هشتم مهرماه ۱۳۹۱ با تکمیل این قطعه به طول تقریبی ۵ کیلومتر و افتتاح همزمان بزرگراه شهید خرازی در غرب تهران این بزرگراه ۵۴ کیلومتری که سال‌های طولانی وعده آن داده شده بود، تکمیل و امکان تردد یکپارچه در آن فراهم گردید. در این مسیر (شرق تهران) عملیات عمرانی و معارضان متعددی جابجا یا حذف گردیدند که مجموع آن‌ها بیش از ۱۴ هزار متر مربع معارض وجود داشته که پیش از بزرگراه امام علی، از لحاظ تعدد معارضان بزرگراه زین الدین در رتبه اول قرار داشت. همچنین رفع معارض لوله‌های آب ۸۰۰ و ۱۴۰۰ میلی‌متر تهران در مسیر و کنار پایه‌های پل وفادار یکی ازمهمترین بخش‌های این پروژه محسوب می‌گردید، لازم است ذکر شود پل وفادار به طول ۱۰۷۷ متر یکی از پل‌های این بزرگراه است که در زمره یکی از طولانی‌ترین پل‌های تهران محسوب می‌شود. این پل از نظر سازه‌ای زیبایی‌های خاصی داشته و ۶ متر از آن بدون پایه و به صورت کنسول طراحی و احداث شده‌است. در ضمن در این مسیر چندین پل دیگر از جمله در محل خیابان احسان، بلوار عباسپور (منتهی به حکیمیه)، خیابان سازمان آب احداث و مورد بهره‌برداری قراری گرفته تا محلات اطراف این بزرگراه دچار مشکل نگردند در نهایت این بزرگراه در تقاطع پل‌های موسوم سه راه آزمایش به بزرگراه آبعلی و جاده دماوند و بزرگراه یاسینی متصل و به نقطه پایانی خود رسید . [پیوند مرده]

## خطوط حمل و نقل عمومی
در اين بزرگراه فقط  در بخش غربی خط ۳ مترو ( شهرک قائم - پايانه آزادگان ) ايستگاهی در محدوده بزرگراه صياد، شمال خيابان بنی هاشم و بلوار گيلان با نام زین‌الدین داير می‌باشد و تا انتهای بزرگراه در محدوده حكيميه و پايانه جديد شرق در حال حاضر ايستگاهی داير نمی باشد . از اشکالات اساسی اين بزرگراه با وجود نیاز شهروندان فقدان خط اتوبوسرانی در جهت غرب به شرق ( سه راه ضرابخانه و بزرگراه همت ) و بالعكس می باشد . خطوط اتوبوسرانی  در اين بزرگراه به صورت مقطعی در كنارگذرهای آن تردد و بدينصورت فعال می باشند : 
- خط اتوبوس ۳۹۹ پایانه علم و صنعت به شهرک بهشتی در مسیر خیابان‌های رسالت، گلبرگ، خوشوقت (حجربن عدی) از فلکه اول، چهارراه اشراق (فلکه دوم)، فلکه سوم و چهارم تهرانپارس،   كنارگذر بزرگراه زين الدين ، پارک پلیس، خیابان‌های توحید، استقلال، استخر و ۲۴۴ شرقی در محله کوهسار
- خط اتوبوس ۲۲۴ پایانه علم و صنعت به پایانه افق (حکیمیه) در مسیر بزرگراه رسالت، خیابان فرجام، چهارراه اشراق (فلکه دوم)، خیابان‌های جشنواره و پروین، میدان استخر،   کنارگذر بزرگراه زین الدین ، دانشگاه آزاد تهران شمال تا دسترسی‌های محلی حکیمیه